# 重富浩二
重富浩二（しげとみ こうじ、1974年1月31日 - ）は日本のテレビプロデューサー。神奈川県相模原市出身。
元テレビ神奈川報道制作局制作一部長。現BS松竹東急株式会社制作局制作部長。

## 来歴・人物
日本大学芸術学部演劇学科卒業。他社での番組制作を経て2006年テレビ神奈川に入社。2021年4月末に退職。
TBS時代に手がけた「根津サンセットカフェ」で一緒に仕事をしたキン・シオタニに声をかけ、2010年1月にtvkにてバラエティー番組「キンシオ」をスタートさせる。
テレビ神奈川退職前の2020年10月、最後に立ち上げた番組がYouTuber初の地上波冠番組「水溜りボンドの◯◯いくってよ」である。

## 作品

### ドラマ
- 向かいのアイツ（2024年4月3日 - 、BS松竹東急）[1]

### バラエティー、スポーツ番組

#### TBS
- 根津サンセットカフェ（2006年）

#### ｔｖｋ
- 戦国鍋TV（2010年）

- キンシオ（2010年-2020年8月）
- キッズ劇場ピース（2012年）
- 部活応援プロジェクト しゃかりき（2013年-2020年9月）
- キッズ劇場エース（2015年）
- 銭湯物語（2015年）
- theGolf(2019年)
- theGolf＋プラス(2020年)
- おっとっと女子旅〜滑って転んで妙高編〜（2020年）
- 水溜りボンドの○○いくってよ（2020年10月-2021年4月）

### DVD

#### TBS
- Victory Again～2003年福岡ダイエーホークス優勝への軌跡～ （2003年）
- 福岡ダイエーホークス 日本シリーズ 伝説の頂上血戦（2003年）
- 最強軍団〜福岡ソフトバンクホークス パ・リーグ激闘の記録〜（2005年）
- BUILDING OUR DREAM ! 2005 千葉ロッテマリーンズ激闘録（2005年）

#### ｔｖｋ
- 『キンシオ』 特別編 16号を行く（2012年）
- 『ドンドン　～立川晴の輔 真打昇進記念DVD～』（2014年）
- 『キンシオ』 the DVD 17号をいく（2015年）
- 『キンシオ』 the DVD 銭湯物語 〜まだ間に合う昭和の風景〜（2016年）
- 『キンシオ』 the DVD 20号をいく（2017年）
- 『キンシオ』 the DVD 東海道をいく（2019年）
- 『theGolf』 DVD-BOX（2020年）